# Иоффе, Владимир Ильич
Влади́мир Ильи́ч Ио́ффе (Иерахмиэ́ль-Зе́эв Ги́лель Ме́ерович Иоффе); 14 февраля 1898, Мглин, Черниговская губерния — 1 апреля 1979, Ленинград) — советский микробиолог  и иммунолог, академик АМН СССР (1969). Родоначальник советской школы клинической иммунологии.
Полковник медицинской службы, участник Великой Отечественной войны, житель блокадного Ленинграда.

## Биография
Родился в религиозной еврейской семье бухгалтера Ильи (Гилель-Меера) Исаевича (Шаевича) Иоффе (1870—1935) и его жены Сары (Соры Юдит) Исааковны (Ицковны) Исакович (?—1929). Отец был уроженцем Двинска. В 1899 году семья, где кроме Владимира было ещё два сына Наум и Лев, перебралась в Пермь. До поступления в гимназию Владимир учился в талмуд-торе — начальной школе, которая по инициативе Ильи Исаевича Иоффе была открыта на средства немногочисленной городской еврейской общины. Еврейским было и домашнее воспитание мальчика.
Занятия ивритом и увлечение еврейской историей и культурой не помешали Владимиру поступить в Пермскую мужскую гимназию. В 1914 году директором гимназии был назначен известный петербургский востоковед, семитолог и знаток еврейской культуры Герман Германович Генкель, который сразу обратил внимание на одного из талантливых своих учеников и поручил ему подготовку доклада по еврейской литературе.
В формулировке при вручении Владимиру Иоффе золотой медали было сказано: «Во внимание к отличным успехам в науках, в особенности в гуманитарных». Тем не менее именно Г. Г. Генкель не рекомендовал юноше становиться гуманитарием, и в 1915 году Владимир Иоффе без экзаменов по примеру старших братьев поступил на медицинский факультет Императорского Казанского университета.
С окончанием в 1921 году университета и получением звания врача В. И. Иоффе вернулся в Пермь, где в течение двух лет служил в бывшей Александровской губернской больнице. Здесь он увлёкся исследовательской работой и вскоре возглавил лабораторию, которая в начале XX века была выделена из Александровской земской больницы в самостоятельный Бактериологический институт Пермского губернского земства.
В 1923 году Владимир Ильич переехал в Петроград, где сверхштатным сотрудником устроился в отдел сравнительной патологии заразных заболеваний Государственного института экспериментальной медицины. Вначале отделом руководил директор института Александр Александрович Владимиров, а позже — крупный российский бактериолог и иммунолог, профессор Оскар Оскарович Гартох.
Через год В. И. Иоффе был утверждён в должности врача-лаборанта отдела сравнительной патологии, который в 1930 году был преобразован в отдел медицинской микробиологии. Здесь под руководством О. О. Гартоха Владимир Ильич проработал до 1940 года, когда в звании профессора (в 1933 году ему по совокупности научных работ без защиты диссертации была присуждена учёная степень доктора медицинских наук) он возглавил вновь созданный отдел детских капельных инфекций.
Помимо работы в Институте экспериментальной медицины, в 30-е годы Владимир Ильич заведовал бактериологической лабораторией больницы им. Эрисмана (1931—1934), был научным руководителем Ленинградского института эпидемиологии и микробиологии имени Пастера (1937—1941), возглавлял бактериологическую лабораторию Василеостровской детской инфекционной больницы, а также заведовал кафедрой микробиологии Ленинградского медицинского стоматологического института в короткий период его существования.

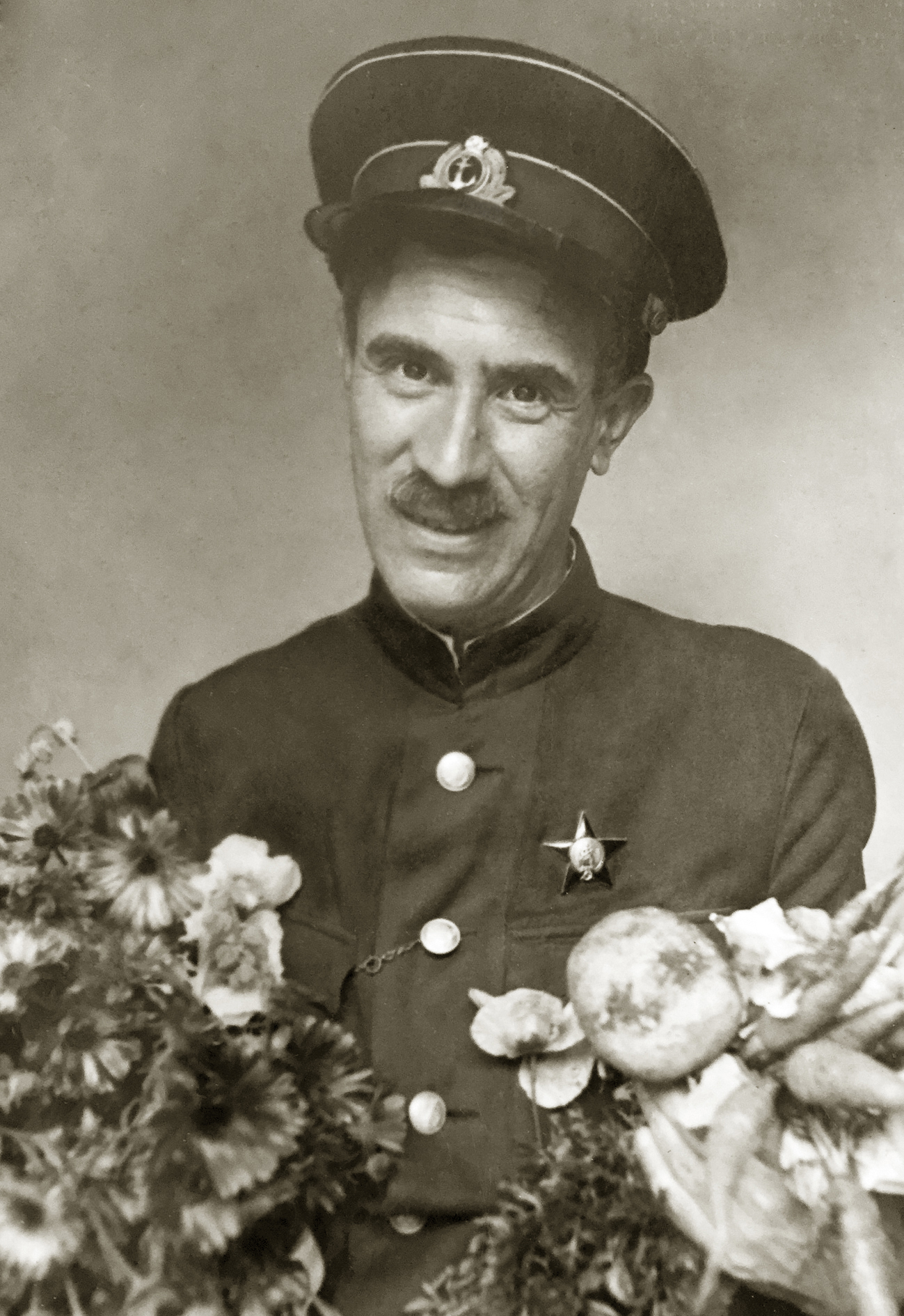
Профессор, военврач 1 ранга В. И. Иоффе. Осажденный Ленинград, 1942 г.

С началом Великой Отечественной войны, проводив семью в эвакуацию, В. И. Иоффе остался в осажденном Ленинграде. В ноябре 1941 года он был призван на флот и в звании военврача 1 ранга назначен на должность сначала консультанта-эпидемиолога, а через год флагманского эпидемиолога Медико-санитарного отдела Краснознаменного Балтийского флота. Усилиями руководимой им службы за годы войны на флоте не случилось ни одной сколь-либо значимой вспышки инфекции среди личного состава кораблей, а незначительные очаги были быстро локализованы. Как сказано в одном из наградных листов И. В. Иоффе: «Инфекционная заболеваемость на КБФ является наиболее низкой из всех действующих Флотов Советского Союза…», а «…заболеваемость дизентерией в 4 раза ниже заболеваемости войск Ленфронта». Заслуги Владимира Ильича в обеспечении эпидемиологической безопасности Балтийского флота неоднократно отмечались командованием. В 1942 году он был представлен к награждению орденом Ленина, но получил орден Красной Звезды.
В 1946 году полковник медицинской службы профессор В. И. Иоффе был назначен врачом-токсикологом, старшим научным сотрудником отдела эпидемиологии и паразитологии Научно-исследовательского морского медицинского института. В том же году он был избран членом-корреспондентом Академии медицинских наук СССР.
Через 2 года, в 1948 году, Владимир Ильич вышел в отставку и вскоре вернулся в свой Институт экспериментальной медицины. К этому времени его друга и учителя О. О. Гартоха уже не было в живых. В годы сталинских репрессий его дважды арестовывали, но после нескольких лет заключения — выпускали. В третий раз О. О. Гартох был арестован в мае 1941 года, всего за несколько недель до начала войны. На этот раз он был приговорен к высшей мере наказания и в начале 1942 года расстрелян в Саратове. Теперь, спустя несколько лет после гибели профессора, его отдел медицинской микробиологии и иммунологии возглавил В. И. Иоффе.
Оставаясь на протяжении всей дальнейшей трудовой деятельности в должности заведующего отделом, В. И. Иоффе создал авторитетную научную школу. Он воспитал более ста кандидатов и докторов наук. Среди учеников Владимира Ильича много известных имён: академик РАМН А. А. Тотолян; член-корр. РАМН И. С. Фрейдлин; профессор Б. Н. Софронов; профессор П. Г. Назаров; к.б.н. Л. С. Косицкая; профессор В. В. Юрьев; профессор А. Я. Пучкова; профессор А. Д. Зисельсон; профессор Ж. Ж. Раппопорт; д.м.н. Ю. Н. Зубжицкий; профессор В. И. Пуринь; д.м.н. С. А. Анатолий; д.м.н. К. М. Розенталь; д.м.н. Л. М. Хай; д.м.н. В. М. Шубик; к.м.н. А. А. Вихман и многие другие.
Научные заслуги его школы отражены в большом числе трудов, ставших настольными руководством для нескольких поколений отечественных врачей. Результаты научной деятельности Владимира Ильича получили самую высокую оценку. В 1969 году он был избран академиком Академии медицинских наук СССР.
Скончался академик В. И. Иоффе 1 апреля 1979 года в Ленинграде.
14 февраля 1978 года, чуть больше, чем за год до собственной смерти, на юбилейном заседании Учёного совета ИЭМ, посвящённом его восьмидесятилетию, академик В. И. Иоффе подводил итог своей жизни в науке и вновь вспоминал войну (полный текст):
…Но я видел и другую науку, здесь в осажденном, голодном и холодном Ленинграде. Я видел, как трудились только для того, чтобы найти лучший способ культивирования дрожжей, из которых можно было бы приготовить какую-то пищу для голодных. Я видел не только беззаветный труд в госпиталях. Я видел больше: я видел, как люди стремились исследовать, изучить и запечатлеть для будущих поколений тяжелый уникальный эксперимент, который поставила над нашим городом злая судьба. Резко изменился характер заболеваний: одни стали тяжелее, другие изменились, третьи исчезли вовсе. Пытливая мысль ставила вопрос – почему?
Люди сознавали, что надо дать ответ во имя науки.
И шли исследования, изыскания – в голоде, холоде, под бомбежками. И глядя на такую науку и, скажу без ненужной скромности, участвуя в ней, я постигал две истины, укреплялся в них. Первая – такие люди, с такой верой в науку непобедимы, вторая – можно и должно верить в большую мечту человечества, которая была высказана три тысячи лет тому назад в заветных словах: «И перекуют мечи на орала и копья на серпы, и не поднимет один народ на другой мечи, и не будут больше учиться войне.
Владимир Ильич был похоронен на кладбище Памяти жертв 9-го января. В сентябре 2016 года останки академика были перезахоронены в могиле его жены на кладбище Хайфы (Израиль).

## Семья
- Жена (с 1930 года) — Баша Тувиевна (Берта Давидовна) Иоффе (урождённая Каценеленбоген; 1902, Сувалки — 1995, Хайфа)[26][27], выпускница исторического факультета Ленинградского университета, дочь главного раввина Ленинграда Давида-Тевеля Герцевича Каценеленбогена (1847—1930), автор воспоминаний о своей семье[12][28].
  - Сын: Давид Владимирович Иоффе (род. 1932) — доктор химических наук. Проживает в Израиле (Хайфа);
    - Внучка: Юлия Гандельсман (род. 1958) — врач-педиатр, проживает в Хайфе;
      - Правнуки: Иерахмиэль (Миля) (род. 1986) и Иосиф Гандельсман (род. 1995);

  - Сын: Илья Владимирович Иоффе (род. 1935) — доктор физико-математических наук. Проживает в Нью-Йорке (США).
    - Внук: Леонид Иоффе (род. 1963) — бизнес-менеджер (Нью-Йорк);
      - Правнуки: Шарин (род. 1989) и Саул (род. 1995);

    - Внучка: Нехама (род. 1974) — капитан полиции (Нью-Йорк);
      - Правнук: Даниэль (род. 2015).

### Адреса в Ленинграде
- Пр. Карла Либкнехта (Большой проспект Петроградской стороны), д. 49[29];
- Кировский проспект, д. 69/71 (послевоенные годы);
- Ул. Графтио, д. 2-б. (последний адрес).

## Вклад в медицину
С первых лет своей научной деятельности основные интересы В. И. Иоффе лежали в плоскости изучения закономерностей развития патологического процесса при различных инфекциях, иммунитета, микробиологии, эпидемиологии большой группы бактериальных и отдельных вирусных инфекций, а также клинической и эпидемиологической иммунологии и иммунопатологических состояний.
- Его ранние работы были посвящены изучению кишечных инфекций, в том числе рецепторному анализу и серологическим различиям сальмонелл. Позже одним из наиболее важных направлений деятельности Владимира Ильича стали комплексные микробиологические, иммунологические и эпидемиологические исследования при детских капельных инфекциях.
- Большое внимание В. И. Иоффе уделил изучению коклюшной инфекции. Ему принадлежит приоритет в решении проблемы борьбы с коклюшем в нашей стране, достигнутый в процессе изучения микробиологии и антигенной структуры коклюшной палочки (Bordetella pertussis), разработки лабораторной диагностики этой инфекции и её вакцинопрофилактики.
- Первым в СССР В. И. Иоффе предложил методы активной иммунизации против кори, получив в своем отделе апатогенный штамм коревого вируса.
- Владимиру Ильичу принадлежит авторство в создании системы ликвидации дифтерии как массового заболевания[31].
- Исследуя иммунологические аспекты β-гемолитического стрептококка группы А при стрептококковых инфекциях и скарлатине, Владимир Ильич пришёл к пониманию необходимости изучения иммунологии ревматизма как заболевания, где этот возбудитель запускает весь патологический процесс.
- В. И. Иоффе создал учение об общей иммунологической реактивности (ОИР) как потенциальной способности организма к ответу на любое адекватное антигенное воздействие и разработал систему внутрикожных тестов на предмет количественной оценки уровня индивидуальной реактивности конкретного человека.
- Работы по ревматизму и иммунологической реактивности стали поводом к созданию устойчивого научного содружества отдела, руководимого В. И. Иоффе с клиниками Первого Ленинградского медицинского института им. академика И. П. Павлова и кафедрой пропедевтики детских болезней Ленинградского педиатрического медицинского института профессора А. Б. Воловика. За монографию «Иммунология ревматизма» (1962) Владимир Ильич был удостоен премии им. Н. Д. Стражеско[32][нет в источнике].

Общим итогом деятельности В. И. Иоффе явилось создание признанных и высоко оцененных в России и за рубежом научных школ: Экспериментальной иммунологии и Клинической иммунологии и аллергологии. Эти направления получили развитие в Институте экспериментальной медицины в рамках организованных уже после кончины академика двух лабораторий:
- Общей иммунологии (Зав.: проф. П. Г. Назаров);
- Иммунорегуляции (Зав.: проф. И. С. Фрейдлин);

Обе лаборатории по давней традиции, введенной Владимиром Ильичом, работают в тесном контакте с клиницистами-иммунопатологами и аллергологами.

## Скрытая жизнь академика
Получив после окончания Казанского университета направление в Пермь и работая в больничной лаборатории, В. И. Иоффе организовал кружки по изучению иврита и еврейской литературы, а также театральный кружок, в котором ставились пьесы на идише и где он сам ведал литературной частью, был режиссёром и актёром. Уже с первых лет после переезда в Петроград в ноябре 1923 года, в совершенстве владея ивритом, В. И. Иоффе самым активным образом включился еврейскую культурную жизнь города. В период легального существования еврейских культурных организаций он свел знакомство с поэтами Хаимом Ленским, Нахманом Шварцем, Абрамом Каривом; историками Григорием Красным-Адмони, Бером Шульманом, Иехиелем Равребе.
В 20-е годы Владимир Ильич участвовал в регулярных семинарах Еврейского университета. Им, например, были прочитаны доклады о Залмане Шнеуре и его современниках. В рамках Еврейского историко-этнографического общества В. И. Иоффе принимал участие в работе семинара по истории еврейской медицины, составил словарь медицинских терминов на иврите, публиковался в журнале «Ха-рефуа» («Медицина»), издаваемого на иврите в Палестине.
В разные годы в доме В. И. Иоффе свои стихи на иврите читали поэты Х. Ленский и Н. Шварц. Бывали здесь гебраисты Лев Вильскер и Гита Глускина (дочь раввина Менделя Глускина), переводчик на иврит «Витязя в тигровой шкуре» Борис Гапонов, историк-кумранист Иосиф Амусин и другие деятели еврейской культуры.
После ареста и гибели в лагере Х. Ленского, в семье В. И. Иоффе были сохранены и в 1958 году нелегально переправлены в Израиль его поэмы и баллады, а также перевод на иврит поэмы М. Лермонтова «Мцыри». Таким же образом в 1976 году в Израиль попала и поэма Н. Шварца «Кол дмей ахай цо‘аким» («Голос крови братьев моих вопиет»).
Во время известного «дела врачей» не исключался арест и В. И. Иоффе. 2 марта 1953 года на короткое время был закрыт его отдел, а также подписан приказ об увольнении самого Владимира Ильича и ряда сотрудников отдела. Однако 5 марта умер Сталин, и через несколько дней работа возобновилась.
В октябре 1955 года, то есть ещё до осуждения культа личности Сталина, Владимир Ильич был среди тех советских учёных, кто отважился подписать «Письмо трёхсот», содержащее критику взглядов Т. Д. Лысенко и направленное против лысенковщины.
Для многих вторая жизнь Владимира Ильича со всей очевидностью проявилась только после смерти академика. Как это произошло, свидетельствует его ученик, профессор А. Д. Зисельсон:
…весна 1979 года, к стыду своему не помню дату. Я уже давно не работаю в ИЭМ, давно защитил кандидатскую. В Отделе бываю редко. Звонок – умер Владимир Ильич. Панихида завтра утром в больнице Ленина. Расстроился очень. Удивился – почему не в Институте?
Приезжаю утром в больницу. На маленькой площади у морга толпа людей. В морг не протолкнуться. Кое-как протискиваюсь внутрь. Маленькое помещение – 4 гроба, один из них с телом Академика. Вокруг семья и несколько его ближайших коллег. Кто-то что-то говорит. Ничего не слышно.
Выхожу раздавленный. Подходит ко мне (или я к ней?) Лия Моисеевна Хай. Спрашиваю: "В чем дело, почему ТАК?" Она полушёпотом отвечает: "Владимир Ильич завещал похоронить себя по еврейскому обряду. В связи с этим гражданскую панихиду в институте отменили. Сейчас автобус с гробом и родственниками поедет в синагогу. Будет еще один, если хотите – поезжайте".
Уезжает первый автобус. Помню, крутилась в голове мысль "А как же все вся эта толпа поместится в один автобус?" Поместились, и остались свободные места. Толпа провожающих учеников и коллег рассосалась незаметно, но очень быстро. А год то был не 50-й, уже – 79-й. Автобус подъехал к вырытой могиле. Из него вышли человек двадцать. На могиле временная табличка с надписью на незнакомом мне тогда языке – иврите, а внизу: Академик Зеэв-Вольф Иоффе. Так после смерти соединились две жизни академика Владимира Ильича Иоффе.

В 2003 году РАН ввела памятную медаль им. Академика В.И.Иоффе, которая ежегодно торжественно вручается за выдающиеся достижения в иммунологии. Одна медаль в год! Путь, выбранный Академиком Иоффе, – уникальный, во всяком случае, я подобных примеров не знаю. Сколько сил, мужества и таланта было в человеке, сделавшем такой выбор.

## Научные работы
Научное наследие академика Владимира Ильича Иоффе насчитывает более 150 работ, в том числе более 10 монографий. Ниже перечислена часть из них:
- Иоффе В. И. Лабораторные и экспериментальные материалы по коклюшу: Из Ин-та им. Пастера (Ленинград). — Журнал Микробиологии, эпидемиологии и иммунобиологии, 1937 № 5. — Т. 19. — 790-812 с.
- Иоффе В. И. О проблеме микроба и организма в инфекционном процессе // Работы ленинградских врачей за годы Отечественной войны. выпуск шестой. — Л.: Медгиз. Ленинградское отделение, 1945. — 3-20 с.
- Иоффе В. И., Воловик А. Б., Рубель Н. Н. Острая и хроническая стрептококковая инфекция : (Клинико-эксперим. исследования) / Под ред. чл.-кор. АМН СССР проф. В.И. Иоффе и проф. А.Б. Воловика. — Л.: Медицина, 1967. — 339 с.
- Иоффе В. И., Осипова П. В., Скляров Н. Н., Козлова Н. А. Коклюш : (Микробиология, иммунология, специфич. профилактика). — Л.: Медицина, 1964. — 283 с.
- Иоффе В. И. О подготовке медицинских кадров для обслуживания социалистического сектора. — Харьков: Научная мысль, 1930. — 9 с.
- Иоффе В. И. Скарлатина: Микробиологическая и иммунологическая характеристика / Акад. мед. наук СССР. — М.: Тип. Изд-ва АМН СССР, 1948. — 439 с.
- Иоффе В. И. Иммунология ревматизма. — Л.: Медгиз, 1962. — 356 с.
- Иоффе В. И. Клиническая и эпидемиологическая иммунология. — Л.: Медицина, 1968. — 373 с. — (Обмен опытом в торговле и обществ. питании).
- Гартох О.О., Иоффе В. И. К биологии дизентерийной группы : Из отд. сравнительной патологии Ин-та эксперимент. медицины (проф. А.А.Владимиров). — Харьков: Научная мысль, 1925. — 10 с.
- Иоффе В. И., Иоаннесян-Зверкова  Б. И. Общая иммунологическая реактивность организма. — Л.: Медицина, 1979. — 184 с.
- Экспериментальная и клиническая иммунология : Сборник работ отд. микробиологии / Под ред. В.И. Иоффе. — Л.: Медгиз, 1959. — 372 с. — (Труды Института экспериментальной медицины АМН СССР).
- Вопросы иммунологии и эпидемиологии скарлатины и стрептококковых инфекций : Сборник статей / Под ред. В.И. Иоффе. — Л.: Медгиз, 1959. — 227 с. — (Труды Института экспериментальной медицины АМН СССР).
- Методические указания по борьбе со скарлатиной / Под ред. проф. В.И. Иоффе; Ленингр. гор. отд. здравоохранения. — Л., 1961. — 10 с.
- Аншелес И. М., Ехилевская Е. Л., Маркова А. А. Опыт борьбы с дифтерией в Ленинграде / Под ред. чл.-кор. АМН СССР проф. В.И. Иоффе. — Л., 1962. — Т. Медгиз. — 192 с. — (Библиотека практического врача).
- Современные проблемы иммунологии : Сборник, посвящ. 60-летию чл.-корр. АМН проф. В.И. Иоффе / Ред. коллегия: проф. В.М. Берман, д-р мед. наук Б. Г. Аветикян, д-р мед. наук Г.Н. Чистович (отв. ред.). — Л., 1959. — 324 с. — (Труды Института экспериментальной медицины Академии медицинских наук СССР).
- Иммунология и специфическая профилактика гриппа у детей: Сборник трудов посвящён 70-летию со дня рождения и 48-летию науч. и пед. деятельности лауреата Ленинской и Гос. премий акад. проф. А.А. Смородинцева / Под ред. акад., проф. В.И. Иоффе и д-ра мед. наук Г.И. Александровой / М-во здравоохранения СССР. Всесоюз. науч.-исслед. ин-т гриппа. — Л., 1971. — 248 с.
- Вопросы инфекционной патологии: Комплексные экспериментальные и клинико-иммунологические исследования: / Сборник статей под ред. акад. Н.Н. Аничкова и чл. кор. АМН СССР проф. В.И. Иоффе. — Л., 1962. — 237 с. — (Труды института экспериментальной медицины Академии медицинских наук СССР).
- Проблемы теоретической медицины : (Работы Ин-та эксперим. медицины за 50 лет Советской власти) /  Под ред. действ. чл. АМН СССР Д.А. Бирюкова и чл.-кор. АМН СССР В.И. Иоффе. — Л.: Медицина, 1968. — 264 с.
- Теория и практика противоэпидемических мероприятий в Ленинграде за 50 лет Советской власти / под ред. В. И. Иоффе и А. А. Синицкого. — Л., 1969. — 184 с.
- Современные проблемы иммунологии и иммунопатологии. Сборник посвящ.70-летию акад. АМН проф. В. И. Иоффе, под редакцией акад. А. А. Смородинцева, проф. В. М. Бермана, д-ра мед. наук Б. Н. Софронова. — Л., 1970. — 284 с.
- Жаботинский Ю. М., Иоффе В. И. Экспериментальные аллерические демиелинизирующие заболевания нервной системы. — Л.: Медицина, 1975. — 264 с.

## Награды и премии
- Орден Красной Звезды[21] (1942);
- Орден Отечественной войны II степени[41] (1943);
- Орден Отечественной войны I степени[42] (1945);
- Медаль «За оборону Ленинграда»[43] (1943);
- Медаль «За победу над Германией в Великой Отечественной войне 1941—1945 гг.»[44] (1945);
- Премия имени Н. Д. Стражеско АМН СССР[32] (1965).

## Память

Мемориальная доска академику В. И. Иоффе на фасаде здания института Экспериментальной медицины

- В 2003 году Северо-Западным отделением Российской академии медицинских наук (СЗО РАМН) и Санкт-Петербургским региональным отделением Российской ассоциации аллергологов и клинических иммунологов (СПб РО РААКИ) учрежден Почетный Знак имени академика АМН СССР В. И. Иоффе[40] которым награждаются:

- за достижения в области фундаментальной иммунологии;
- за достижения в области клинической иммунологии;
- за вклад зарубежных ученых в развитие иммунологии в Российской Федерации.

- На фасаде Института экспериментальной медицины установлена мемориальная доска, посвящённая памяти академика Владимира Ильича Иоффе[45]